# Hugues de Vergy
Hugues de Vergy (1141 † 1217) est le seigneur de Vergy de 1168 à 1198, et seigneur d'Autrey et de Mirebeau, fils de Guy seigneur de Vergy et d'Adélaïde de Beaumont, fille de Hugues V de Beaumont.

## Biographie
5e de la lignée des sires de Vergy, il succède à son père, Guy de Vergy. La famille est censée descendre d'Henri Ier duc de Bourgogne, frère de Hugues Ier Capet : Henri Ier, qui n'a pas de descendant légitime et a adopté le fils issu du premier mariage de sa première femme, Gerberge (en), avec Aubert Ier d'Italie, aurait eu deux fils naturels. Il s'agirait de : 
- Eudes de Beaune († apr. 25 août 1005), vicomte de Beaune, d'où descend la lignée des vicomtes de Beaune (selon Albéric de Trois-Fontaines) ;
- Henri de Vergy († av. 1023). Cette paternité est suggérée par Jean Richard qui se base sur le transfert de la seigneurie de Vergy d'Humbert (~1000 † 22 novembre 1060), fils d'Henri de Vergy, à Jean de Beaune († apr. 1053) fils d'Eudes de Beaune. Selon Richard, ce transfert indique une relation de famille proche et il pense que ces deux personnes sont cousins au premier degré. Mais Jean a acquis Vergy plusieurs années avant la mort d'Humbert, ce qui suggère un échange ou une vente plutôt qu'un héritage ; par ailleurs l'héritier naturel de Vergy aurait été Geoffroy, comte de Mâcon, fils d’Élisabeth, sœur d'Humbert.

Le duc Hugues III de Bourgogne lui conteste son droit de seigneurie en mettant le siège devant la citadelle de Vergy. 
En 1186, Hugues de Vergy fait appel au roi Philippe II de France, qui porte l'ost en Bourgogne pour défendre son vassal. Le duc de Bourgogne est condamné à payer 30 000 livres parisis en dédommagement de ses nombreuses exactions et à livrer 3 châteaux en garantie jusqu'au paiement. Hugues de Vergy est confirmé dans sa seigneurie de Vergy, qu'il abandonnera au roi de France en remerciement de son intervention. 
Philippe II se garde le droit de seigneurie sur les terres de Vergy. Hugues III de Bourgogne se révélant dans l'incapacité financière de payer l'amende pour libérer ses châteaux, dédommager les églises qu'il avait pillé et Hugues de Vergy pour les dommages qu'il avait causé sur ses terres, Philippe II lui fait grâce des 30 000 livres parisis et lui rend ses châteaux.
Finalement, le différend est soldé en 1199. La seigneurie de Vergy échoit à la maison de Bourgogne par le mariage d'Alix de Vergy avec Eudes III de Bourgogne.
Son fils Guillaume Ier lui succède.

## Postérité
Hugues de Vergy avait épousé en 1175 Gillette de Traînel (1160 † 1224), fille de Garnier II de Traînel et d'Elisabeth/Adèle de Marigny. Ils ont eu ensemble :
- Simone, mariée à Thiebaud de Belvoir dit de Rougemont ;
- Nicole (1175 † 1224), mariée à Anséric V de Montréal ;
- Alix (1179 † 1251), mariée au duc Eudes III de Bourgogne ;
- Guillaume Ier (1180 † 25 janvier 1240), marié à Clémence, dame de Fouvent, d'où : 
  - - Marie (1203 † ?), mariée à Guy II de Verdun-sur-le-Doubs,
  - - Henri Ier (1205 † 1258), seigneur de Mirebeau, Fouvent, Autrey et Champlitte, marié à Elisabeth de Bourgogne-Franche-Comté (1210 † 1277), fille de Jean Ier de Chalon et Mahaud de Bourgogne : d'où la suite de la Maison de Vergy,
  - - Guy († apr. avr. 1241), qui épouse en mai 1239 Flore d’Antigny (fille de Philippe seigneur d’Antigny et de sa femme Elisabeth) ?
  - - Agnès de Vergy († ~1261 ou au plus tard en oct. 1268), dame de Beauffremont par son premier mariage avec Pierre de Beauffremont, fils de Liébaut III, seigneur de Bauffremont et de sa femme Isabelle de Reynel, puis comtesse de Ferrette par son second mariage avant 1256 avec Ulric II († 1er fév. 1275), comte de Ferrette, fils de Frédéric II comte de Ferrette et de sa deuxième femme Edwige von Urach, séparé d'Elisabeth de Bourgogne-Comté, la belle-sœur d'Agnès ;
- Garnier ;
- Gui, évêque d'Autun.